# ورقة 5 دولار أسترالي
ورقة 5 دولار أسترالي أصدرت أول مرة يوم الاثنين 29 مايو 1967 بعد خمسة عشر شهرًا من تغيير العملة من الجنيه الاسترليني إلى الدولار الأسترالي في 14 فبراير 1966، كان لون الورقة خبازي. أصدرت ورقة البوليمر أول مرة في عام 1992، حدث التصميم جزئيا في 1 سبتمبر 2016 ومرة أخرى في عام 2019.

## الطبعات
أول إصدر للخمسة دولار كان عملة ورقية ذات تدرج لوني بنفسجي صممها Gordon Andrews وأشرف على التصميم مع راسيل درايسديل. على وجه الورقة صورة جوزيف بانكس ونباتات وعلى ظهرها كارولين تشيشولم وشوارع سيدني من لوحة سيدني في عام 1848 لجوزيف فاولز. أخذت على كل هذه الصور من مكتبة ولاية نيو ساوث ويلز.
أصدرت عملة البوليمر التي كان لونها خبازي في يوم الثلاثاء 7 يوليو 1992، وفي هذا الإصدار كان وضع صورة إليزابيث الثانية على وجه الورقة. ووجد عدد من الأشخاص صعوبة في تمييزها عن ورقة 10 دولارات النقدية، في الأماكن المعتمة. طرح الإصدار الثاني من البوليمر في الاثنين 24 أبريل عام 1995 والذي يتمييز باللون البنفسجي.
أصدر البنك الاحتياطي ورقة تذكارية في 1 يناير 2001 (الاثنين) على وجه الورقة هنري باركس وعلى الظهر كاثرين سبينس. أصدرت ورقة 5 دولار من سلسلة الجيل القادم في 1 سبتمبر 2016 (الخميس). احتوت أوراق هذه السلسلة على ميزات أمان أكثر من السلسلة السابقة.

## التصميم
أضيفت صورة الملكة إليزابيث الثانية ملكة أستراليا في ذلك الوقت على الوجه في تصميم عام 1995. أعلن بنك الاحتياطي الأسترالي في 12 أبريل 2016 عن تصميم جديد لورقة 5 دولارات سيطرح في 1 سبتمبر 2016 وهي الطبعة الرابعة لورقة 5 دولارات البوليمر منذ عام 1992. وهي الأولى من سلسلة جديدة من الأوراق النقدية التي علامتها المائية أنواع مختلفة من النباتات والطيور الأسترالية. ظهر على ورقة 5 دولارات شجيرات موسى الشائكة وشوكي المنقار الشرقي. وصورة لجناح الاتحاد. وعلى الظهر فناء مبنى البرلمان الأمامي الذي صممه كومانتجي جاغامارا ومخطط لمبنى البرلمان.
حُدث تصميم 2016 بشكل طفيف في عام 2019، مع توقيعات جديدة لمحافظ البنك الاحتياطي ووزير الخزانة. صرح البنك الاحتياطي الأسترالي بعد وفاة إليزابيث الثانية أنه يناقش مع الحكومة قبل أن يقرر استبدال الصورة على الورقة النقدية فئة 5 دولارات. أعلن بنك الاحتياطي الأسترالي في 2 فبراير 2023 أن تشارلز الثالث لن يظهر على ورقة خمسة دولار الجديد وسيوضع تصميم يحتفل بشعوب الأمم الأولى بدلاً من ذلك.